# Ciudad del Este
Ciudad del Este (španska izgovorjava: [sjuˈðað ðel ˈeste], špansko 'vzhodno mesto'; pogosto skrajšano kot CDE) je drugo največje mesto v Paragvaju in glavno mesto departmaja Alto Paraná, ki leži na reki Parana. Nahaja se 327 km od glavnega mesta Asunción in leži ob meji z Brazilijo, s katero je povezan z Mostom prijateljstva na reki Paraná. Je največje mesto v regiji Triple Frontier, ki meji na Foz do Iguaçu v Braziliji in Puerto Iguazú v Argentini. Jez Itaipu, ena največjih hidroelektrarn na svetu, je blizu Ciudad del Este, prav tako Iguasujski slapovi.
Ciudad del Este je trgovsko mesto in je eno največjih območij proste trgovine na svetu. Neobdavčen status v mesto privablja številne Brazilce in Argentince.
Ima konzulate za Argentino, Brazilijo, Mehiko, Peru, Urugvaj, Španijo, Francijo, Nemčijo, Italijo, Slovaško, Sirijo, Turčijo in Tajvan.
V mestu je klub Club Atlético 3 de Febrero, katerega domači kraj Estadio Antonio Aranda je bil leta 1999 uporabljen za Copa America in je tretji največji paragvajski nogometni stadion.
V mestu je sedež rimskokatoliške škofije Ciudad del Este.

## Zgodovina
Po padcu argentinskega predsednika Juana Dominga Peróna v 1950-ih je vlada Alfreda Stroessnerja sprejela odločitev, da močno spodbuja tako imenovani 'pohod na vzhod', s katerim želi prek Brazilije doseči Atlantski ocean. Glavna težava pri izvozu skozi Río de la Plata je bil predrag tovor, zaradi katerega so bili izvoženi proizvodi poslovno nekonkurenčni. Leta 1955 je bila ustanovljena mešana paragvajsko-brazilska komisija za izgradnjo avtoceste proti vzhodu, leta 1956 pa je bil izveden izvidniški let na Alto Paraná. Gradnjo ceste do brega reke Paraná je vodil kapitan Porfirio Pereira Ruiz Díaz, ki je nadzoroval več vojaških enot pri gradnji 200-kilometrskega odseka iz kraja Coronel Ovieda.
3. februarja 1957 je bilo z odlokom ustanovljeno mesto Ciudad del Este z imenom Puerto Flor de Lis (mesti lilij).
Kasneje 3. februarja 1989 se je preimenovalo v Puerto Presidente Stroessner ('Pristanišče predsednika Stroessnerja'), v čast diktatorju Alfredu Stroessnerju.
Po paragvajskem državnem udaru leta 1989 je bil izveden referendum za odločitev o novem imenu in izbrano ime Ciudad del Este ('Vzhodno mesto').
Naselje v regiji je ovirala gosta džungla, vendar sta se mesto in lokalno gospodarstvo po izgradnji Mostu prijateljstva ter jezov Acaray in Itaipu v 1960-ih in 1970-ih hitro razširila. Mesto je privabilo veliko priseljencev in zdaj ima veliko kitajskega, arabskega, indijskega in korejskega prebivalstva. Je drugo najbolj razvito in naseljeno mesto v državi.

## Geografija
Mesto in istoimensko okrožje, se nahaja v jugovzhodnem Paragvaju. Ciudad del Este, del mednarodne točke, imenovane trojna meja (španščina Triple Frontera, portugalščina Tríplice Fronteira), leži nasproti brazilskega mesta Foz do Iguaçu (zvezna država Paraná). Od njega ga loči reka Paraná in ju povezuje Most prijateljstva. Argentinska meja se nahaja med sosednjim mestom Presidente Franco in Puerto Iguazú (provinca Misiones). Ciudad del Este skupaj z mesti in okrožji Hernandarias, Minga Guazú in Presidente Franco tvori metropolitansko območje z imenom Gran Ciudad del Este (Veliki Ciudad del Este).
Lokacija Ciudad del Este na mednarodni cesti, ki povezuje jugovzhodno Bolivijo s Curitibo in Porto Alegrejem, je prispevala k temu, da je to mesto postalo pot tihotapev kokaina med Paragvajem in Brazilijo ter med južno Bolivijo in velikimi mesti São Paulo, Curitiba, Porto Alegre in Florianapolis. Zaradi tega se številni argentinski in brazilski turisti, ki obiščejo jez Itaipú in Iguasujske slapove, oba na reki Paraná, izogibajo Ciudadu del Este.

### Hidrografija
Reka Paraná meji na mesto na vzhodu. Okrožje je na severu obkroženo tudi z reko Acaray, ki ga ločuje od okrožja Hernandarias, na jugozahodu pa z reko Río Monday, ki ga ločuje od občine Los Cedrales. V mestu so še drugi potoki, jezera in mostovi:
- Potok Amambay na strani Monday napaja Republiško jezero.
- Potok Acaraymí se na strani Acaray poveže s potokom Amambay pod zemljo.
- Potok Saltito, ki se nahaja na jugovzhodu, služi kot meja s jurisdikcijo Presidente Franco.
- Jezero Republika je umetno jezero in rekreacijsko središče par excellence v mestu.
- Jezero Yrendy, ki se nahaja v soseski Monday, približno 1 km od ceste 7, je bilo z občinsko resolucijo določeno za ekološko svetišče.[5]
- Most José Costa Cavalcanti čez reko Acaray, znan tudi kot Puente Seco ('Suhi most'), je stičišče med avenijo Mariscal López in avtocesto Itaipú, ki povezuje sosesko Pablo Rojas s podeželskim klubom Paraná v Hernandariasu.
- Perujski most čez reko Acaray povezuje sosesko Don Bosco s sosesko Itaipú v Hernandariasu.

### Podnebje
Ciudad del Este ima vlažno subtropsko podnebje po Köppnovi podnebni klasifikaciji. Poletje je vroče in vlažno, januarja v povprečju 26 ° C. Visoka vlažnost se v vročini običajno zaduši. Zima je zmerna in neprava; zabeležene so temperature med 0 ° C in 30 ° C. Povprečna dnevna temperatura je julija 16 ° C.
Ciudad del Este letno dobi povprečno približno 1700 milimetrov padavin. Pozimi 1982 je v mestu prvič zapadel sneg, kar je bilo drugo sneženje v državi odkar beležijo vreme. 

## Gospodarstvo
Ciudad del Este je za Asuncionom drugo najpomembnejše mesto v državi. Zbere 8 % bruto domačega proizvoda Paragvaja, to je približno 3,5 milijarde dolarjev. Nameščenih je približno 244 podjetij, ki delujejo v storitvenem sektorju in v industrijskem sektorju, med katerimi izstopajo proizvodnja avtomobilskih delov, tekstilna industrija, maquiladores, razvojna industrija in drugo. Ker Ciudad del Este nima podeželskih območij, nima lastne kmetijsko-živinorejske dejavnosti, vendar služi kot regionalno jedro za sosednja mestna središča, ki imajo kmetijsko-živinorejsko dejavnost, kot so Hernandarias, Presidente Franco in Minga Guazú. Mesto ima velik živilski trg z več kot 800 trgovinami, ki prodajajo sadje, zelenjavo in oblačila.
Ciudad del Este je bil večkrat na seznamu zloglasnih trgov za blago, ki krši avtorske pravice, s strani trgovinskega predstavnika ZDA. V mestu je sedež podjetja, ki upravlja bližnji jez Itaipu.
Mestno gospodarstvo (skupaj s paragvajskim) se močno opira na razpoloženje brazilskega gospodarstva, saj se 95 % paragvajskega deleža energije, ki jo proizvede jez Itaipu, proda Braziliji (za 300 milijonov ameriških dolarjev) in Brazilci da vsak dan množično hodijo čez mejo, da bi kupili cenejše izdelke (1,2 milijarde USD, večinoma elektronika).
Tihotapljenje je glavna dejavnost v mestu, nekatere ocene pa kažejo, da je vrednost tega črnega trga petkrat večja od nacionalnega gospodarstva. Poročajo, da libanonski priseljenci, ki so povezani s Hezbolahom, v mestu izvajajo dejavnosti pranja denarja in trgovine s kokainom.
V zadnjih desetletjih se je v Ciudad del Este razvil trg z elektronskimi in računalniškimi izdelki, pa tudi potrošniškimi proizvodi, luksuznimi izdelki (parfumi, fini alkoholi in drugo). Gospodarstvo mesta se je diverzificiralo, predvsem zaradi uvajanja novih industrijskih dejavnosti zunaj tradicionalnega komercialnega žarišča, kot je agrobiznis, saj so v mestu največja kmetijska podjetja v državi.

### Turizem
Ima hotele, sodobna nakupovalna središča, restavracije, igralnice in nočne zabavne centre. Čeprav je nakupovalni turizem tisto, kar najbolj zaznamuje Ciudad del Este, na tem območju obstajajo številne turistične znamenitosti različnih vrst: 
- mednarodno znan tromejnik; tam se stikajo Paragvaj, Brazilija in Argentina
- 20 km severneje je v Hernandariasu jez Itaipu, ena največjih hidroelektrarn na svetu in muzej dežele  Guaranov;
- 8 km južno, v President Franco so slapovi Monday na istoimenski reki;
- 26 km južno je spomenik znanstveniku Moisésu Bertoniju, zavarovano območje, kjer je hiša, v kateri je modrec opravljal svoje raziskave in objave;
- 20 km vzhodneje, na meji med Argentino in Brazilijo, so veličastni Iguasujski slapovi.

V bližini središča mesta je ustanovljeno umetno jezero Republika (Lago de la República), ki je obdano z rastlinjem, ki izkorišča vode iz potoka Amambay in ima rekreacijsko območje z amfiteatrom na prostem, ki skupnosti ponuja javni prostor uživati v umetniških in kulturnih prireditvah. V njegovi okolici so tudi sprehajalne poti, kolesarske steze, počivališča, igrišča, telovadnica in gastronomska prizorišča.
Muzej 3D Planet je prostor znotraj nakupovalnega središča Paris. Gre za 3D slike, ki so jih ročno poslikali mednarodni umetniki, med katerimi izstopajo Kitajski zid, Iguasujski slapovi, rimski Kolosej, Benetke, Afrika in vesolje. Ima tudi labirint ogledal med številnimi atrakcijami, razstavljenimi v sobah, razdeljenih na pet različnih področij. Nakupovalni center ima tudi snežni park.
El Turista Róga (Turistični dom) je odvisna stran Nacionalnega sekretariata za turizem (SENATUR), ki se nahaja pred Zelenim parkom, blizu središča mesta. Ta je specializiran za orientacijo in sprejem turistov, ima tudi sprejemno sobo in široke informacije, primerne za dostavo brošur in obrazložitvenih letakov v jezikih, kot so angleščina, francoščina, italijanščina, nemščina, korejščina, portugalščina in španščina.

## Demografija
Ciudad del Este je po napovedih DGEEC za leto 2019 najštevilnejše mesto v državi po Asuncionu s 301.815 prebivalci, vključno s 152.393 moškimi in 149.422 ženskami.
Predstavlja 36,8 % prebivalstva departmaja (819.589) in 4,22 % prebivalstva države (7.152.703).
Ciudad del Este je večkulturno in raznoliko mesto. V njem živi veliko prebivalcev Azije, zlasti tajvanskega, korejskega, libanonskega in iranskega izvora, kar je razvidno iz mestnih mošej in pagod. Od 1970-ih so se v mesto preselili arabski muslimani suniti. To se je v 1980-ih spremenilo v arabske muslimane iz južnega Libanona.
Tako kot v preostali državi večji del prebivalstva govori španščino in gvaranščino, poleg jopare (pogovorna oblika gvaranščine), v mestu pa je običajna tudi portugalščina in se uporablja predvsem v komercialnem in kmetijskem sektorju. Zahvaljujoč močni prisotnosti azijskih in bližnjevzhodnih priseljencev se jeziki, kot so arabščina, kitajščina in korejščina, pogosto uporabljajo v središču mesta, tako v pogovorih kot na plakatih.

### Pobratena mesta
- Brazilija Foz do Iguaçu, Brazilija
- Argentina Puerto Iguazú, Argentina
- Argentina Río Cuarto, Argentina
- Tajvan Tajpej, Tajvan

## Galerija
- Lago de la República
- Križišče Adrian Jara/Boqueron
- Stolnica sv. Blaža
- Župnija San Lucas
- Most prijateljstva
- Meja med Brazilijo in Paragvajem v Ciudad Del Este